# Sơn Nam, Tây Tạng
Sơn Nam (tiếng Trung: 山南地区; bính âm: Shānnán Dìqū, Sơn nam địa khu) hay Lhoka (chữ Tạng: ལྷོ་ཁ་ས་ཁུལ་; Wylie: Lho-kha Sa-khul; ZWPY: Lhoka Sakü; là một địa khu ở khu vực đông nam của Khu tự trị Tây Tạng. Địa khu Sơn Nam có Sân bay Lhasa Gonggar gần trấn Gonggar. Nằm ở trung và hạ phần của Thung lũng Yarlung cổ, được tạo thành bởi Sông Yarlung Zangbo, địa khu Sơn Nam được coi là vùng đất khai sinh của văn minh Tây Tạng. Nó có ranh giới với Lhasa ở phía bắc, Nyingchi ở phía đông, Xigazê ở phía tây, và có biên giới quốc tế với Ấn Độ và Bhutan ở phía nam. Địa khu có chiếu dài 420 kilômét (260 mi) từ đông sang tây và 329 kilômét (204 mi) từ bắc xuống nam. Địa khu là nơi trồng trọt đầu tiên, cung điện đầu tiên và tu viện Phật giáo đầu tiên của toàn Tay Tạng. Ngoài ra đây cũng là nơi bắt nguồn của ca kịch Tạng. Người Tạng chiếm 98% cư dân và 2% là các dân tộc Hán, Hồi, Monba, Lhoba và một số dân tộc khác. Thủ phủ của địa khu là trấn Tsetang, cách Lhasa 183 km.
Địa khu Sơn Nam có diện tích 79.700 kilômét vuông (30.800 dặm vuông Anh), bao gồm gần như toàn bộ bang Arunachal Pradesh ở đông bắc Ấn Độ và là khu vực tranh chấp giữa Ấn Đôh và Trung Quốc. Cao độ trung bình của địa khu là 3.700 mét (12.100 ft). Dân số của địa khu vào năm 2007 là 330.100 người. Không chỉ có di tích lịch sử, địa khu cũng là nơi thịnh vượng nhất tại Tây Tạng.

## Hành chính

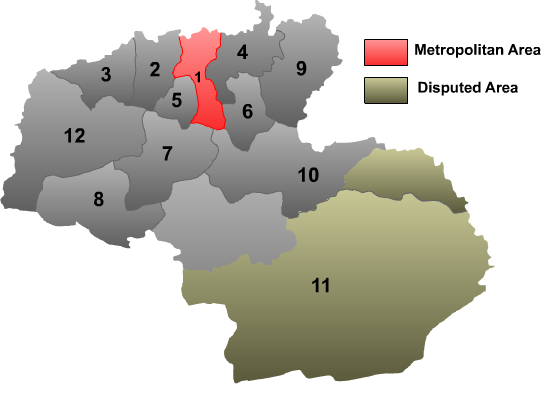
12 huyện thuộc địa khu

Địa khu Sơn Nam được chia thành 12 huyện. Tuy nhiên, một phần lớn diện tích của các huyện Lhünzê (隆子县) và Cona (错那县), lên tới 28.700 kilômét vuông (11.100 dặm vuông Anh) nằm trong vùng tranh chấp và hiện do Ấn Độ kiểm soát và tạo thành bang Arunachal Pradesh.
| #  | Tên      | Chữ Hán | Bính âm       | Hán Việt        | Tạng văn    | Wylie                 | Dân số (ước tính 2003) | Diện tích (km²) | Mật độ (/km²) |
| -- | -------- | ------- | ------------- | --------------- | ----------- | --------------------- | ---------------------- | --------------- | ------------- |
| 1  | Nêdong   | 乃东县  | Nǎidōng Xiàn  | Nãi Đông huyện  | སྣེ་གདོང་རྫོང་   | sne gdong rdzong      | 60.000                 | 2.211           | 46            |
| 2  | Zhanang  | 扎囊县  | Zhānáng Xiàn  | Trát Nang huyện | གྲ་ནང་རྫོང་    | gra nang rdzong       | 40.000                 | 2.157           | 19            |
| 3  | Gonggar  | 贡嘎县  | Gònggā Xiàn   | Cống Dát huyện  | འཕྱོངས་རྒྱས་རྫོང་ | gong dkar rdzong      | 50.000                 | 2.283           | 21            |
| 4  | Sangri   | 桑日县  | Sāngrì Xiàn   | Tang Nhật huyện | ཟངས་རི་རྫོང་   | zangs ri rdzong       | 20.000                 | 2.634           | 8             |
| 5  | Qonggyai | 琼结县  | Qióngjié Xiàn | Quỳnh Kết huyện | འཕྱོངས་རྒྱས་རྫོང་ | 'phyongs rgyas rdzong | 20.000                 | 1.030           | 19            |
| 6  | Qusum    | 曲松县  | Qūsōng Xiàn   | Khúc Tùng huyện | ཆུ་གསུམ་རྫོང་   | chu gsum rdzong       | 20.000                 | 1.936           | 10            |
| 7  | Comai    | 措美县  | Cuòměi Xiàn   | Thố Mỹ huyện    | མཚོ་སམད་རྫོང་  | mtsho smad rdzong     | 10.000                 | 4.530           | 2             |
| 8  | Lhozhag  | 洛扎县  | Luòzhā Xiàn   | Lạc Trát huyện  | ལྷོ་བྲག་རྫོང་    | lho brag rdzong       | 20.000                 | 5.570           | 4             |
| 9  | Gyaca    | 加查县  | Jiāchá Xiàn   | Gia Tra huyện   | རྒྱ་ཚ་རྫོང་     | rgya tsha rdzong      | 20.000                 | 4.493           | 5             |
| 10 | Lhünzê   | 隆子县  | Lóngzǐ Xiàn   | Long Tử huyện   | ལྷུན་རྩེ་རྫོང་    | lhun rtse rdzong      | 30.000                 | 9.809           | 3             |
| 11 | Cona     | 错那县  | Cuònà Xiàn    | Thác Na huyện   | མཚོ་སྣ་རྫོང་    | mtsho sna rdzong      | 10.000                 | 34.979          | 0             |
| 12 | Nagarzê  |         | Làngkǎzǐ Xiàn |                 | སྣ་དཀར་རྩེ་རྫོང་ | sna dkar rtse rdzong  | 30.000                 | 8,109           | 5             |

Hình ảnh từ tỉnh Shannan
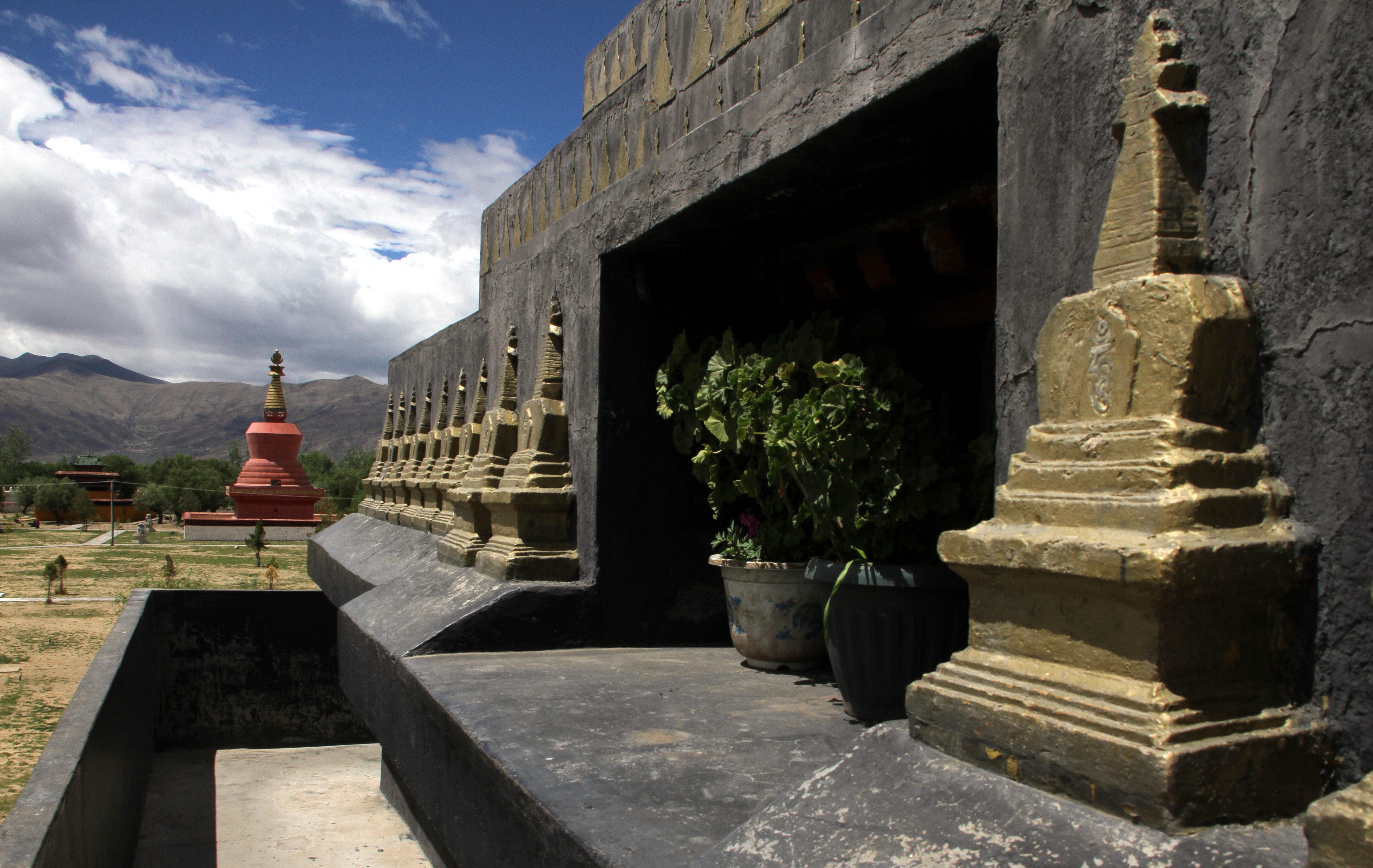
Samye
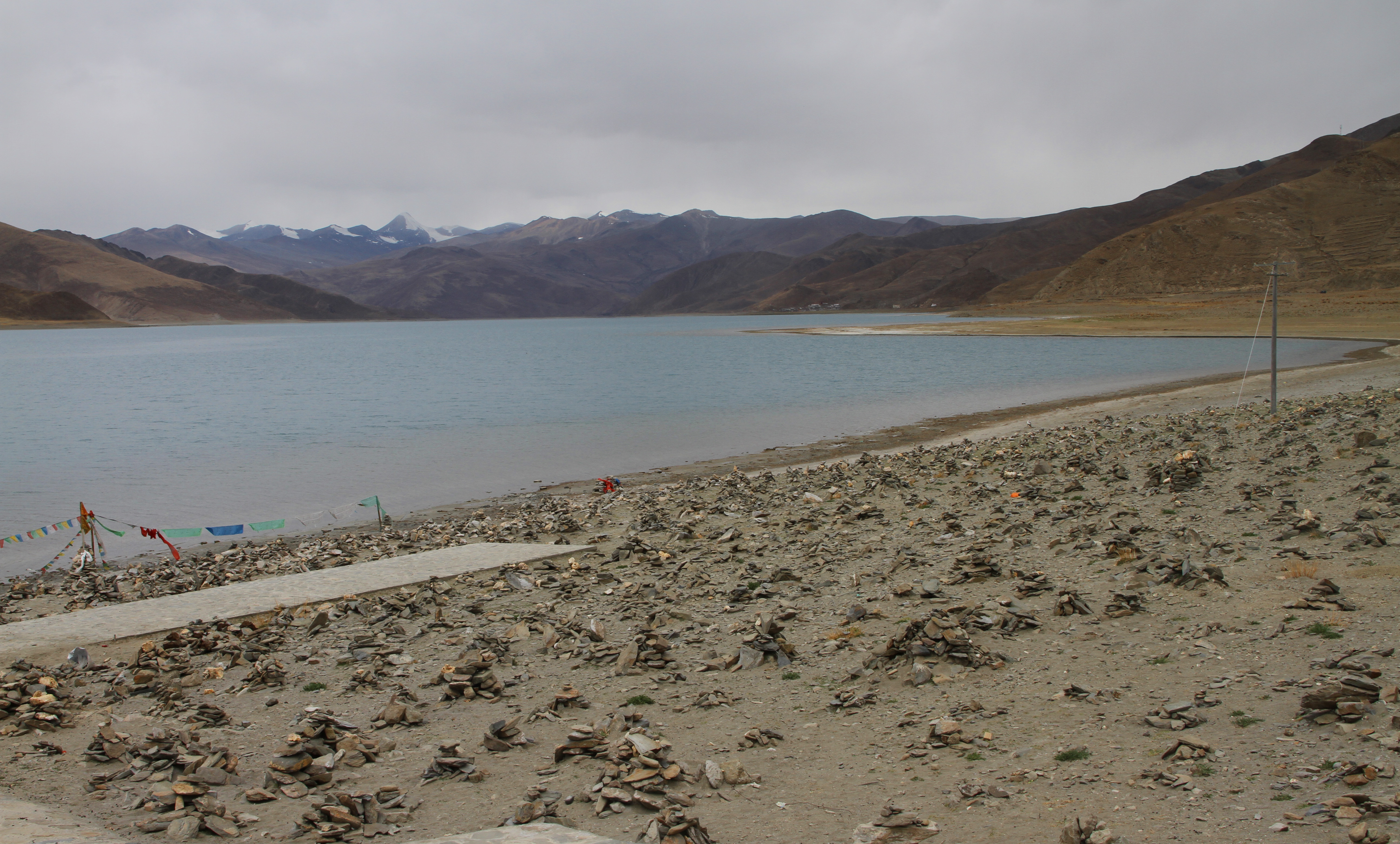
Yamdrok Tso
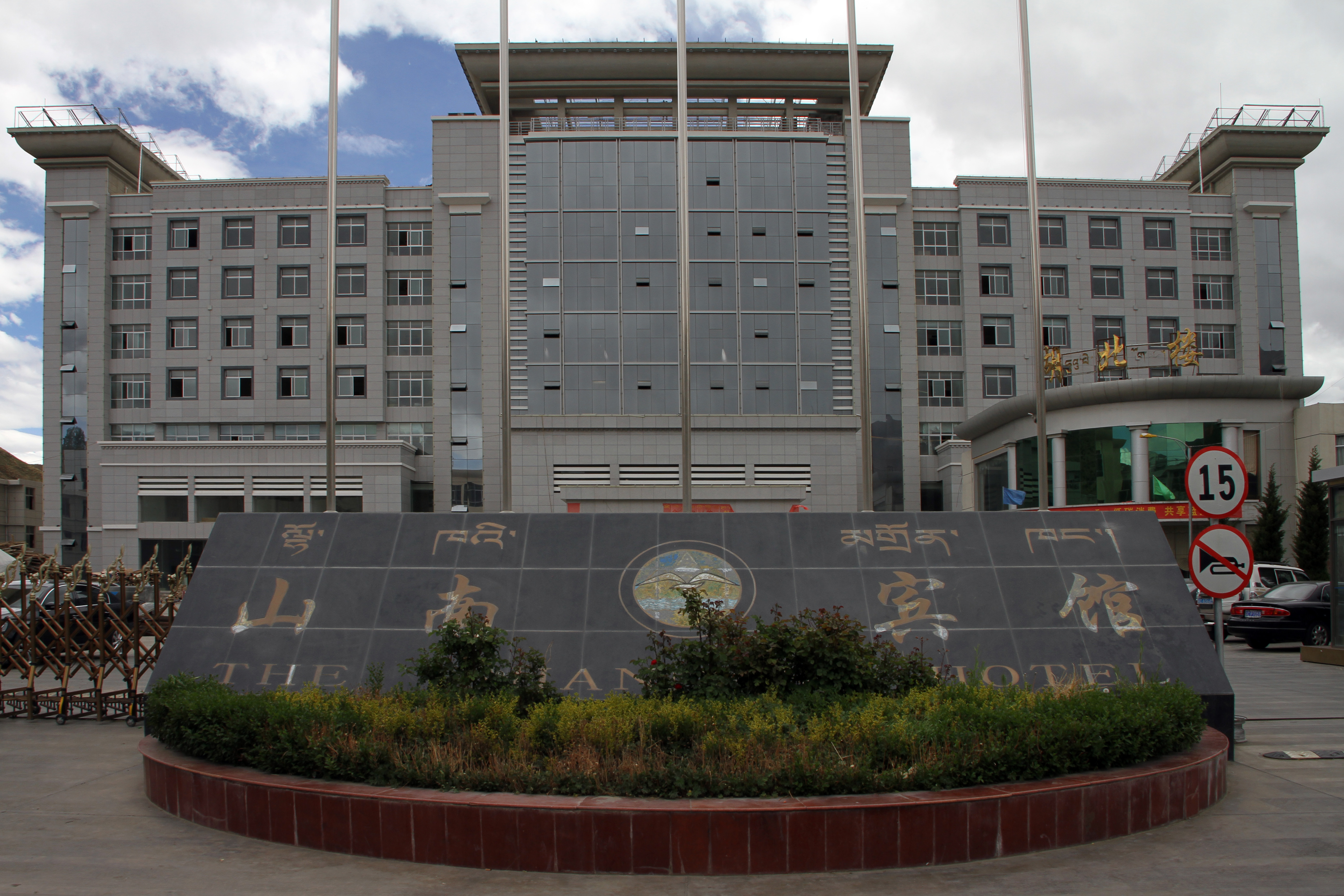
Tsetang
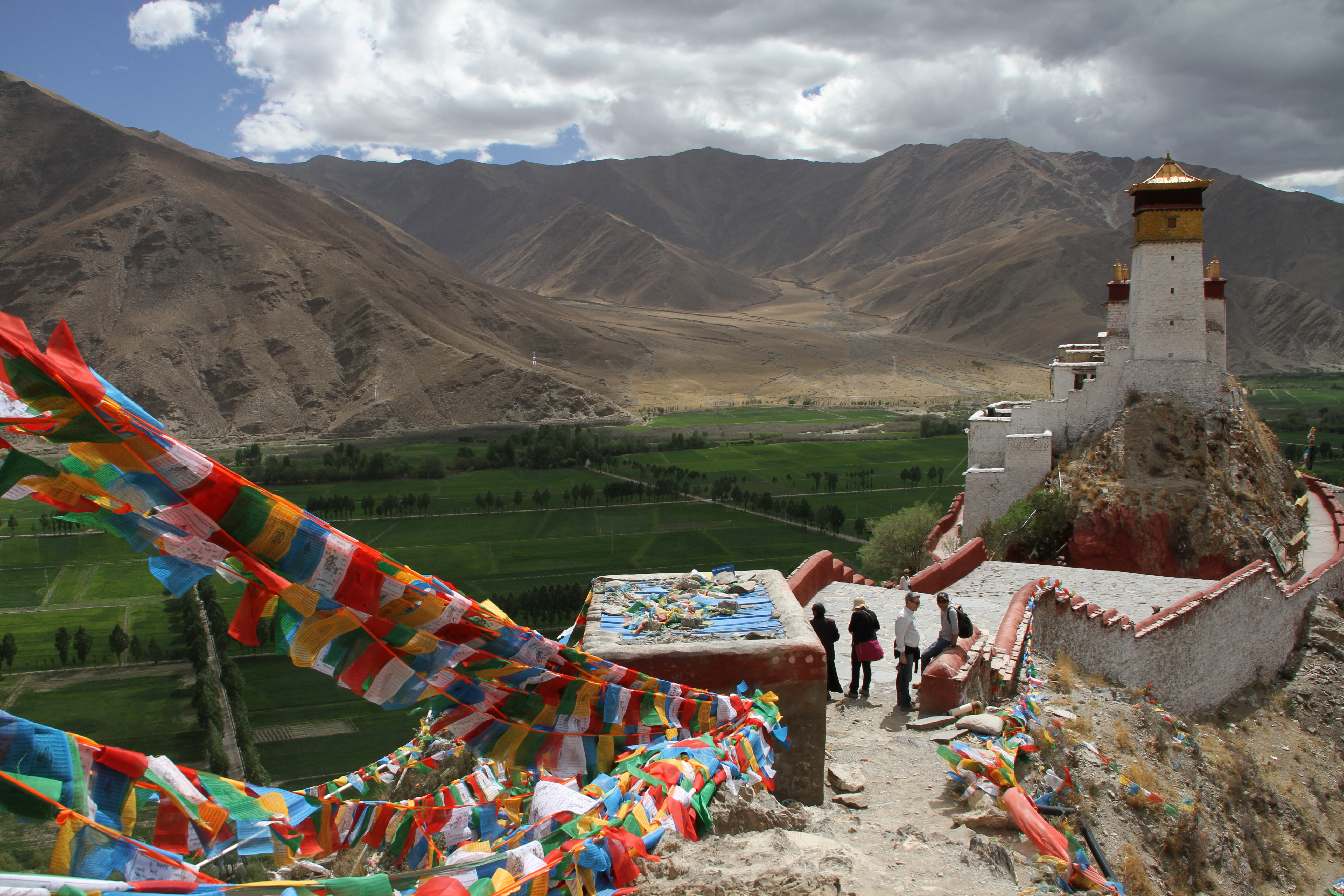
Yumbu Lagang
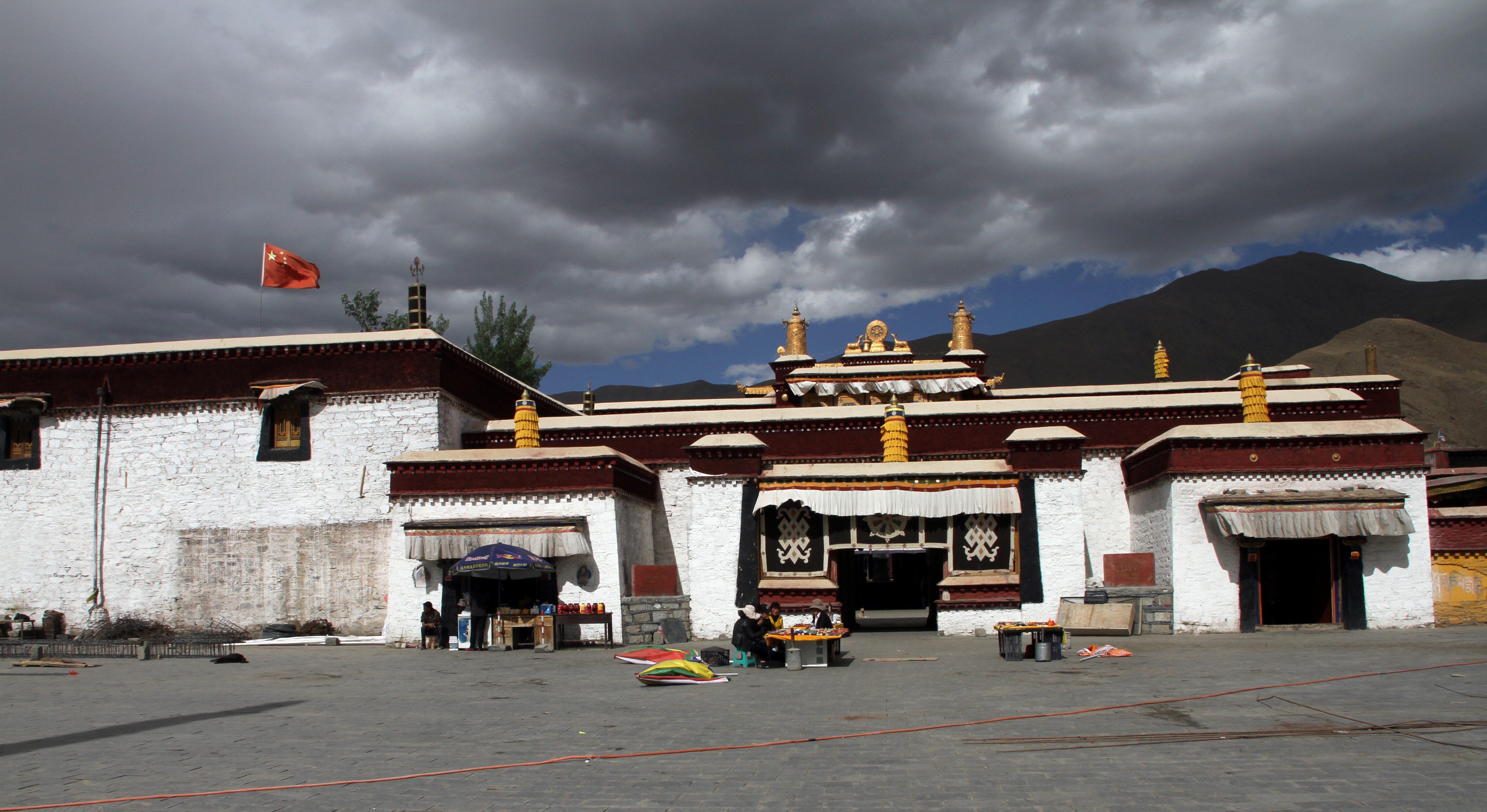
Tradruk
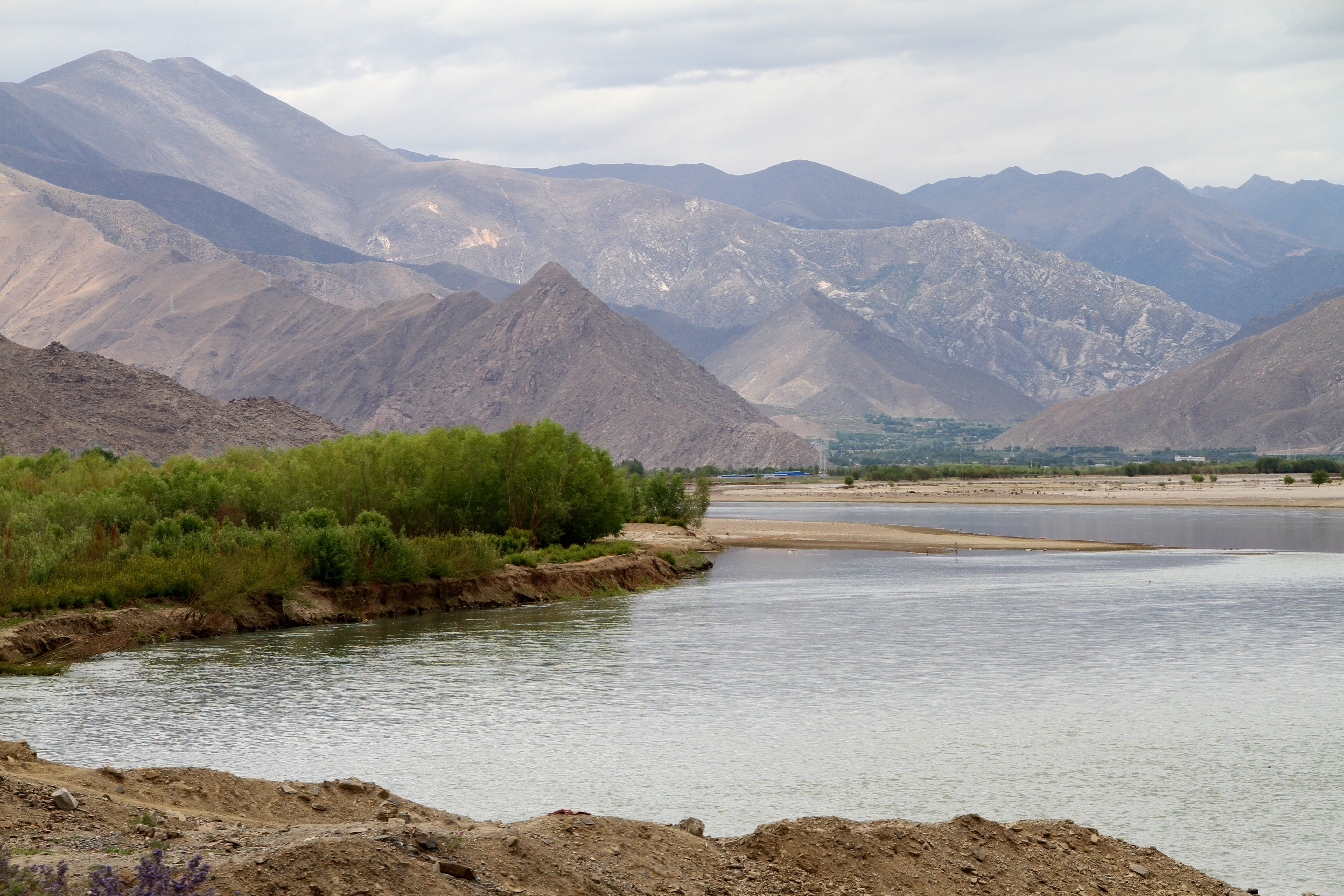
Yarlung Tsangpo